# لانگ آیلند آیس تی
چای یخی لانگ آیلند، یا چای سرد لانگ آیلند، یک کوکتل رسمی آی‌بی‌ای است که معمولاً با ودکا، تکیلا، رام سبک، تریپل سک، جین و مقداری کولا تهیه می‌شود.  این کوکتل علیرغم نامش، معمولاً حاوی چای سرد نیست، اما به دلیل داشتن همان رنگ کهربایی با چای سرد نامگذاری شده است.
این نوشیدنی دارای غلظت الکل بسیار بالاتری است (تقریباً ۲۲ درصد) نسبت به اکثر نوشیدنی های هایبال به دلیل مقدار نسبتاً کم مواد غیر الکلی مثل آبلیمو و شربت گرانادین.

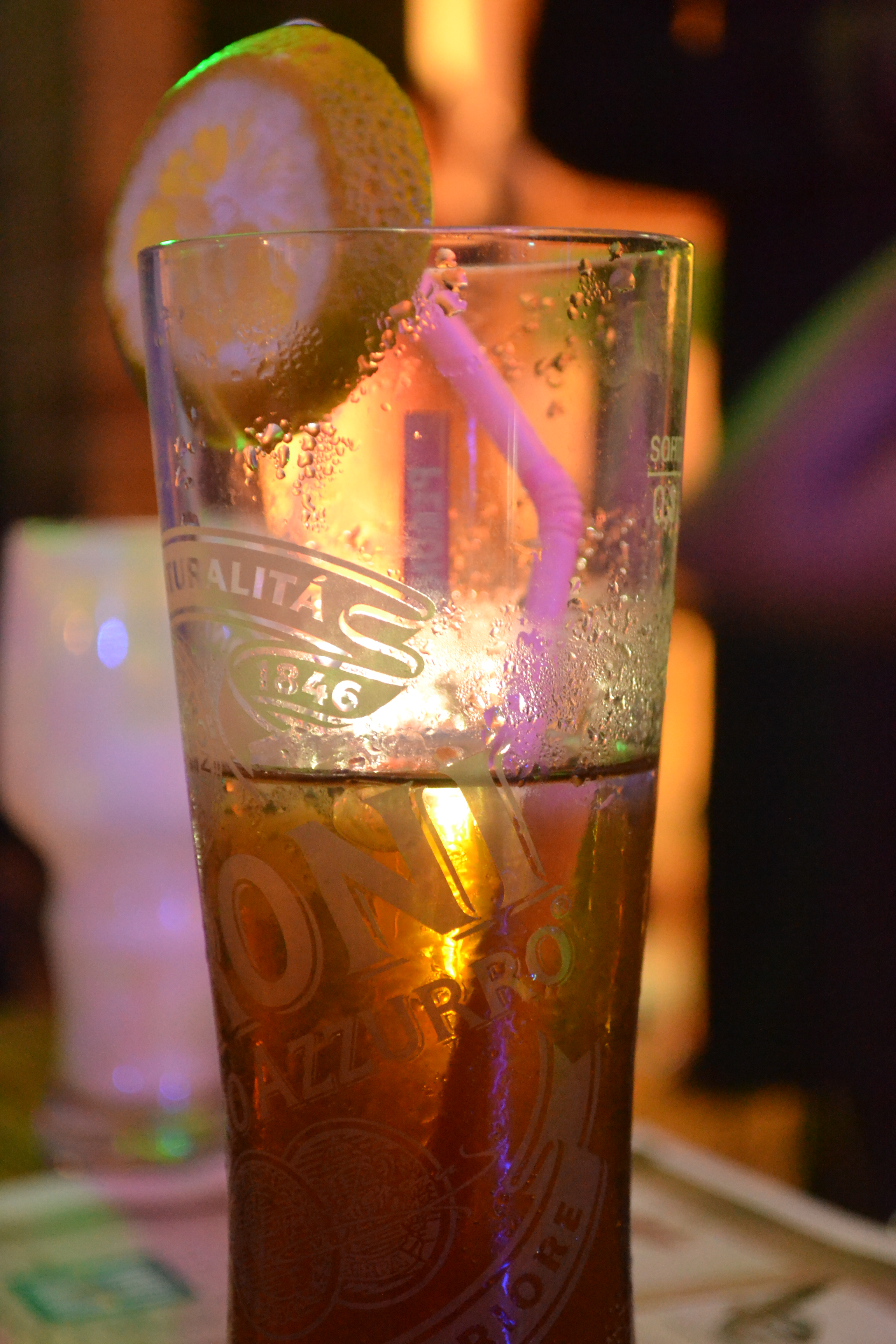

## دستور العمل ها و تغییرات
دستور ساخت انجمن بین المللی بارمن ها آی‌بی‌ای(IBA) شامل مقادیر مساوی ودکا، تکیلا، رام سفید، کوانترو، جین، ۲ قسمت آب لیمو، شربت شکر با کولا است.
پس از هم زدن به آرامی، نوشیدنی را می توان با یک تکه لیمو تزئین کرد.  در دستور رابرت بات به جای آبلیمو و شربت ساده از مخلوط ترش استفاده می شود و او بیان کرده است که برای رنگ دادن فقط از مقدار کمی کوکا استفاده می شود.  دستور العمل پیچیده تر منتشر شده توسط نیویورک تایمز با دستور IBA تفاوت دارد زیرا از شربت افرا به جای شربت ساده استفاده می کند، از آب لیمو و لیموترش استفاده می کند و نمک اضافه می کند.

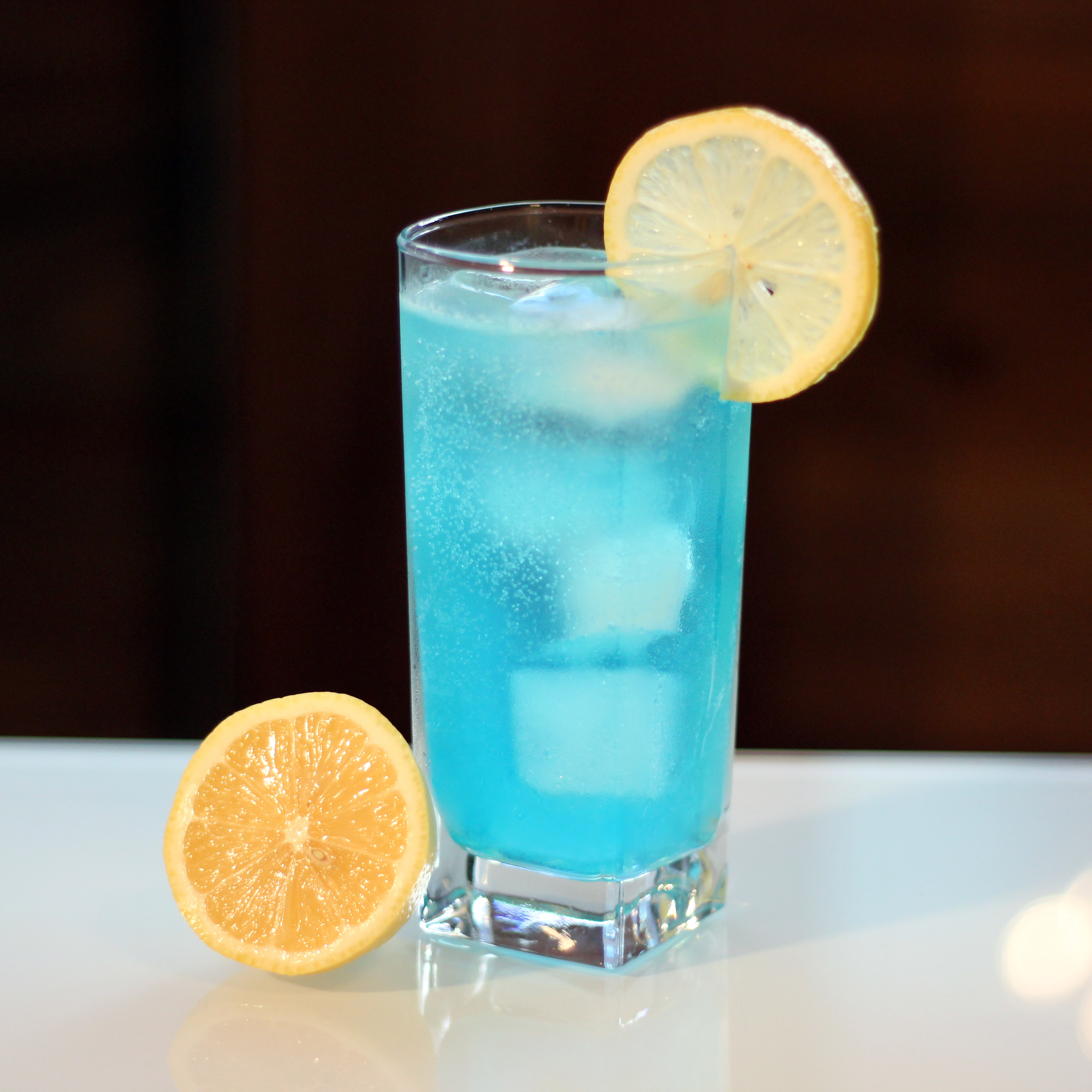
Adios Motherfucker, made with blue curaçao

به دلیل محبوبیت زیاد این کوکتل انواع مختلفی با دستور عمل های متفاوتی وجود دارد 
لیست کامل این کوکتل ها:
‌
- چای بوستون، که به آن با من قدم بزن یا Adios Motherfucker نیز می‌گویند، نوعی از لانگ آیلند آیس تی است که با کوراسائو آبی جایگزین لیکور تریپل سک و سودا جایگزین کولا شده است.[۵]
- ترکیب بعدی این لیست مرده سپاسگزار (همچنین به عنوان بیوه سیاه نیز شناخته می شود)، که از همان ترکیب لانگ آیلند استفاده می کند اما به جای لیکور تریپل سک با لیکور تمشک و کولا با سودا جایگزین می شود.[۶]
- ترکیب سوم این لیست هاوانا آیس تی است که کولا با آب آناناس جایگزین شده و تهیه می شود.[۷]
- چای تنسی جین را با ویسکی تنسی جایگزین میکنند و از تکیلا استفاده نمی کند.[۶]
- تگزاس آیس تی با افزودن ویسکی درست میشود.[۶]

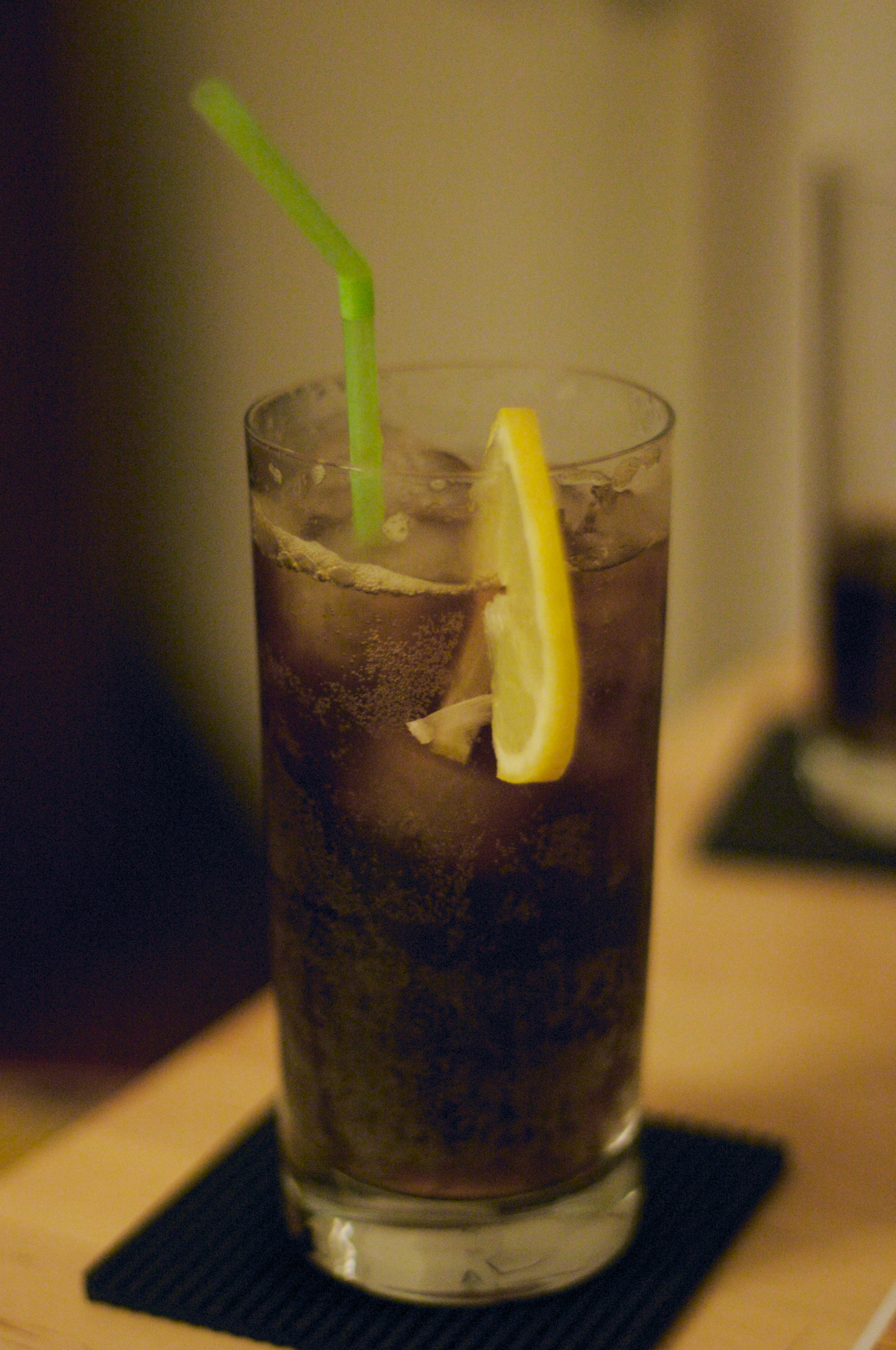
کوکتل لانگ آیلند آیس تی